# إيمانويل ماكرون
إيمانويل جان-ميشيل فريديريك ماكرون (بالفرنسية: Emmanuel Jean-Michel Frédéric Macron) (ولد في 21 ديسمبر 1977)، هو سياسي فرنسي، يشغل منصب رئيس فرنسا وأمير مشارك لأندورا منذ عام 2017. شغل سابقًا منصب وزير الاقتصاد والصناعة والشؤون الرقمية في حكومة فرانسوا هولاند بين عامي 2014 و2016، وهو مؤسس حركة "النهضة" التي أطلقها عام 2016.
وُلد ماكرون في مدينة أميان ودرس الفلسفة في جامعة باريس نانتير. حصل على شهادة الماجستير في الشؤون العامة من معهد العلوم السياسية (ساينس بو)، وتخرج من المدرسة الوطنية للإدارة عام 2004. بدأ مسيرته المهنية كموظف حكومي في التفتيش المالي ومستشار استثماري في بنك روثتشيلد. عُيّن نائبًا للأمين العام في قصر الإليزيه بعد انتخاب هولاند عام 2012، وكان مستشارًا مقربًا له. في 2014، تولى وزارة الاقتصاد وقاد سلسلة إصلاحات تهدف إلى تحسين بيئة الأعمال. استقال عام 2016 ليبدأ حملته الانتخابية الرئاسية في 2017، حيث ترشح تحت راية حركة "إن مارش"، التي تتمتع بطابع وسطي ومؤيد لأوروبا.
انتُخب ماكرون رئيسًا في مايو 2017 بنسبة 66% من الأصوات في الجولة الثانية بفضل عوامل عدة، من بينها فضيحة خصمه فرانسوا فيليون، متفوقًا على مارين لوبان من الجبهة الوطنية، ليصبح أصغر رئيس في تاريخ فرنسا بعمر 39 عامًا. فاز حزبه "الجمهورية إلى الأمام!" بالأغلبية في الانتخابات التشريعية لنفس العام. أعيد انتخابه في 2022، مجددًا متغلبًا على لوبان، ليكون أول رئيس فرنسي يعاد انتخابه منذ جاك شيراك عام 2002. ومع ذلك، فقد ائتلافه أغلبية البرلمان في انتخابات 2022، مما أدى إلى حكومة أقلية هي الأولى منذ 1993. وفي 2024، وبعد أزمة حكومية، عيّن غابرييل أتال رئيسًا للوزراء، لكنه اضطر لاحقًا إلى حل البرلمان والدعوة لانتخابات مبكرة إثر هزيمة في انتخابات البرلمان الأوروبي. ثم عيّن ميشيل بارنييه رئيسًا للوزراء، الذي أطيح به بعد ثلاثة أشهر عبر تصويت حجب الثقة، ليحل محله فرانسوا بايرو.
أطلق ماكرون إصلاحات في قوانين العمل والضرائب والتقاعد خلال فترة حكمه، وعمل على تعزيز الانتقال للطاقة المتجددة. رغم نجاحه في بعض الإصلاحات، وُصف بـ"رئيس الأغنياء" من قبل معارضيه، وواجه موجات احتجاجات متصاعدة، منها احتجاجات السترات الصفراء بين 2018 و2020 وإضرابات التقاعد. في السياسة الخارجية، دعا إلى تعزيز الاتحاد الأوروبي ووقع اتفاقيات مع إيطاليا وألمانيا. أبرم صفقات تجارية كبرى مع الصين خلال حرب التجارة الأمريكية-الصينية، وتعامل مع نزاعات أمنية بين فرنسا وأستراليا والولايات المتحدة. من 2020، قاد جهود مواجهة جائحة كوفيد-19 في فرنسا وحملة التطعيم الوطنية. وفي 2023، تسبب رفع سن التقاعد في احتجاجات واسعة وعنيفة. كما واصل العمليات العسكرية ضد تنظيم الدولة الإسلامية، وأدان الغزو الروسي لأوكرانيا إلى جانب المجتمع الدولي.

## الحياة المبكرة
ماكرون من مواليد مدينة أميان، والده ابن جان-ميشال ماكرون، وهو أستاذ في طبّ الجهاز العصبي في جامعة بيكاردي جول فيرن، أمّا والدته فرانسواز نوغيه ماكرون فهي طبيبة، وقد تطلّقا في 2010. له أخ إسمه لوران، من مواليد 1979، وأخت إسمها إستيل، من مواليد 1982. تعرّض الطفل الأوّل لجان-ميشال وفرانسواز للإجهاض.
تعود أصول عائلة ماكرون إلى قرية أوثي في منطقة أوت دو فرانس. كان أحد أجداده من ناحية أبيه إنجليزيًا من مواليد بريستول، ويدعى جورج ويليام روبرتسون.
كان التلميذ السادس على مدرسة بروفيدانس وهي مدرسة ثانوية كاثوليكية خاصة في مدينة اميان هذه المدرسة أسسها مجمع اليسوعيين. تابع دراسته في باريس في مدرسة هنري الرابع، حيث حصل على بكالوريا علمية بدرجة «جيد جداً». كما فاز في مسابقة الفرنسية العامة في عام 1994.
قُبل في مدرسة هنري الرابع وفشل مرتين في امتحان القبول مدرسة الأساتذة العليا ولكن استطاع الدخول لاحقاً وحصل على درجة الماجستير وعلى دبلوم الدراسات العليا في الفلسفة في جامعة باريس نانتير. تخرج بعمر 24 عاما من معهد الدراسات السياسية في باريس في عام (2001)، درس في المدرسة الوطنية للإدارة في ستراسبورغ بين عامي 2002-2004 في دفعة ليوبولد سيدار سينور، حيث تمَّ إلغاء الترتيب النهائي للطلاب من قبل مجلس الدولة بعد مطالبة من قبل الطلاب (إيمانويل ماكرون هو واحد من 75 المتقدمين الذين قبل مجلس الدولة)، دون وجود أي تأثير على تعيين إيمانويل ماكرون كمفتش مالي أو على الطلاب الآخرين. وخلال دراسته في المدرسة الوطنية للإدارة قام بعمل تدريبه المهني في السفارة الفرنسية في نيجيريا.

## المسار المهني

### مفتش مالي
انضم إيمانويل ماكرون عام 2008 إلى بنك روتشيلد، وهو بنك مرموق حيث كان يعمل مع دافيد روتشيلد والذي كان شريك مدير في البنك.

## المسار السياسي

### وزير الاقتصاد والصناعة والاقتصاد الرقمي (2014-2016)
كان وزيراً للاقتصاد في عهد الرئيس فرانسوا هولاند.

## الانتخابات الرئاسية الفرنسية 2017
في آذار/مارس 2016، أعرب إيمانويل ماكرون عن رغبته بترشح فرانسوا أولاند إلى الانتخابات الرئاسية 2017 بتقديمه على أنه «مرشح شرعي» · .
ومع تشكيل الحركة السياسية إلى الأمام! في نيسان/أبريل 2016، أبدى لأول مرة طموحه بالترشح إلى الانتخابات الرئاسية. أعلن عدد من المراقبين السياسيين ووسائل الإعلام سابقًا عن تخطيطه للقيام بذلك في عام 2017 بناء على التبرعات التي كان يجمعها. وصرح بأنه يعتزم الترشح بعد استقالته من الحكومة وأعلان ترشحه في 16 تشرين الثاني/نوفمبر 2016. ووفقًا للمصادر، كان لديه في كانون الأول/ديسمبر 2016 200 أو 400 وعد برعاية حملته. ونشر في نوفمبر/تشرين الثاني عام 2016 أول كتاب له بعنوان «الثورة»، نسخ منه مئتي ألف نسخة، وكان من بين أفضل الكتب مبيعاً في فرنسا (أكثر من 69000 في نهاية العام، أي المرتبة السادسة بين كتب الشخصيات السياسية) ·  · .

### الاقتراع الأول
تمَّ هذا الاقتراع في 23 أبريل 2017 وحصل ماكرون على 24.01% من الأصوات في الاقتراع الأول من الانتخابات الرئاسية الفرنسية 2017 (صوت له: 8 656 346 شخص)، وحلت مارين لوبن ثانياً حيث حصلت على 21,30% (صوت لها: 7 678 491 شخص). وفي كلمته بعيد الجولة الأولى من الانتخابات، أعرب عن شكره لفرانسوا فيون وبونوا أمون الذين دعماه كل في خطابه بعد الجولة الأولى.

### المناظرة الرئاسية
تجابه إيمانويل ماكرون مع مارين لوبان في مناظرة قبيل الموعد النهائي للانتخابات 3 أيار 2017، وكان موقف لوبن ضعيفاً، ولم تقدم أي مشروع، واكتفت بانتقاد خصمها ماكرون الذي بدا وكأنه رئيس دولة وله مشروع شامل. وصفت صحيفة لو فيغارو هذه المناظرة بأنها كانت شجاراً وليست نقاشاً.

### الاقتراع الثاني والنتيجة النهائية في 7 أيار / مايو 2017
تمَّ هذا الاقتراع في 7 أيار مايو 2017، وفيه خسرت مارين لوبان بنتيجة 34.9%، وفاز ايمانويل ماكرون على مرشحة حزب اليمين المتطرف ب 65.1%.

## تنصيبه وتشكيل الحكومة
تم تنصيب إيمانويل ماكرون رسمياً في 14 أيار 2017 في قصر الإليزيه، وقام في نفس اليوم بوضع إكليل من الزهور على قبر الجندي المجهول عند قوس النصر. وفي نفس الوقت كانت أنظار الفرنسين تتجه نحو رئيس الوزراء الفرنسي المستقبلي والذي يعتقد كثير من الناس أنه سيكون إدوار فيليب.

## التموضع السياسي

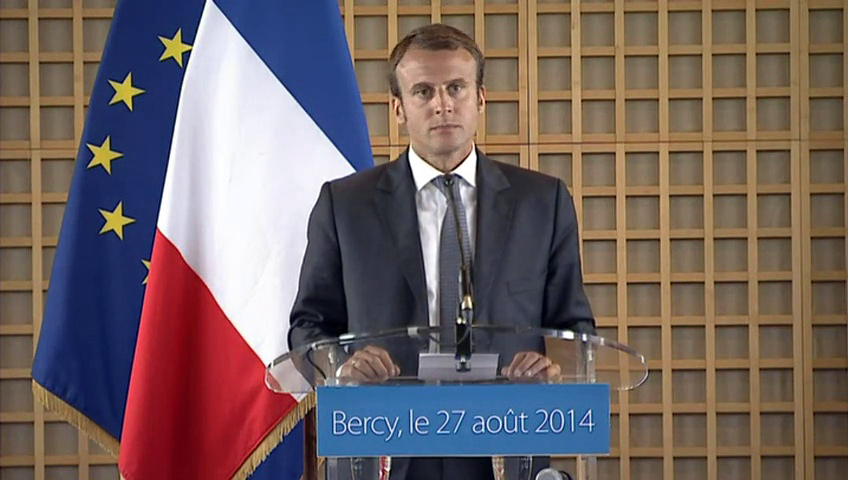
إيمانويل ماكرون أثناء تسليم السلطة مع أرنو مونتبورج في وزارة الاقتصاد والمالية في 27 أغسطس 2014.

وصف بعض المراقبين ماكرون بأنه ليبرالي اجتماعي وآخرون كديمقراطي اشتراكي. وخلال فترة حكمه في الحزب الاشتراكي الفرنسي، دعم اليمين في الحزب الذي ارتبط موقفه السياسي بسياسات «الطريق الثالث» التي قدمها بيل كلينتون وتوني بلير وغيرهارد شرودر، والذي كان المتحدث باسمه رئيس الوزراء السابق مانويل فالس.

## مواضيع جدل
كان ايمانويل ماكرون جزء من سلسلة من الخلافات منذ بداية حياته السياسية على الرغم من اتباعه إستراتيجية تواصل ضيقة ومحاولاته لتجنب تفاعل وسائل الإعلام معه. أعلن ماكرون في 30  يونيو 2017 بأنه لن يتحدث خلال يوم الباستيل (الاحتفال باليوم الوطني الفرنسي) مخالفاً بذلك تقليداً قائماً منذ مدة طويلة. وذكرت جريدة «لي موند» لاحقاً أن سبب عدم ظهور ماكرون هو أن طريقة تفكيره كانت «معقدة جداً» للصحفيين، وكان ذلك عقب أن أخبر ماكرون صحفي في البرنامج التلفزيوني الفرنسي كوتيديان بأنه سيتحدث في يوم الباستيل. وكان استقبال وسائل الإعلام لهذه التصريحات سلبيا على نطاق واسع حيث قام موقع بزفيد BuzzFeed الفرنسي بنشر مقالة بعنوان «عشر جمل معقدة جدا قالها ماكرون، عذرا ايها المغفلون»، وقامت مجلة ماريان بإطلاق عنوان رئيسي «نحن لا نفهم الرئيس ماكرون.» ونُشر بعد مدة وجيزة استطلاع للرأي العام الذي أوضح أن نسبة 74% ممن شملهم الاستطلاع مؤيدين لطريقة تعامل ماكرون مع وسائل الإعلام. وأكد مسؤولون في إدارة ماكرون في وقت لاحق بأنه لن يظهر لوسائل الإعلام، نظراً لحاجته لبعض الوقت حتى يستعد لحديثه أمام مجلسي البرلمان الأسبوع التالي.
قبل فترة وجيزة من زيارة ماكرون لغويانا الفرنسية في 27 أكتوبر 2017، اندلعت أعمال شغب بسبب الحرمان الاجتماعي وإهمال الرعاية الصحية والافتقار إلى الرعاية الاجتماعية في الأراضي البعيدة. اندلعت أعمال شغب أخرى بعد أن استبعد ماكرون إرسال مساعدات إضافية لتلك المناطق مصرحاً «أنا لست الأب كريسماس (بابا نويل).»

### ادعاءات المحاباة
فتحت النيابة العامة في باريس يوم 23 مارس 2017 تحقيقا أوليا جديدا عقب الاشتباه بوجود المحاباة بعد ظهور ماكرون كمتحدث عالي المستوى في مناسبة نظمتها شركة هافاس في يناير 2016. و قد ساعد ماكرون، الذي كان وزير المالية والاقتصاد آنذاك، في تنظيم تلك الفعالية والذي بلغت قيمته 381,759 يورو وفقاً لصحيفة لو كانارد انشانيه. وقد ثبت أن وزارة الاقتصاد قامت بتنظيم هذا الحدث بدون إصدار مناقصة عامة، منتهكة بذلك القانون الفرنسي الذي ينص على أن جميع العقود العامة بقيمة أعلى من 25,000 يورو يجب أن تكون ضمن المناقصة العامة. كما أن وزارة الاقتصاد رفضت السماح لأي شركة أخرى بتنظيم الحدث، حيث أن العديد من المسؤولين في وزارة ماكرون الاقتصادية موظفين سابقين في هافاس. تم لاحقاً تعيين المدير السابق للوكالة الفرنسية للأعمال Business France بمنصب وزيرة العمل، التي كانت تقدم الدعم المادي لتنظيم الحدث. وقد أقدمت شرطة مكافحة الفساد على مداهمة مقر هافاس والوكالة الفرنسية للأعمال في 30 يونيو 2017.

### تعليقات حول الأفارقة
بينما كان ماكرون يتحدث في قمة مجموعة العشرين في هامبورغ عام 2017، سأل مراسل من ساحل العاج ماكرون عن احتمال سياسة مشابهة لمشروع مارشال الاقتصادي الأمريكي التي يتم تنفيذها في أفريقيا، أجاب ماكرون قائلا: «المشاكل التي تواجهها أفريقيا اليوم مختلفة تماما وهي حضارية» ثم تابع بالحديث عن النساء الأفريقيات اللواتي ينجبن «سبعة أو ثمانية أطفال». وتلقى هذا التصريح تعليقات سلبية على مواقع التواصل الاجتماعي حيث اتهم البعض ماكرون بالعنصرية وبأنه مؤيد للأفكار والصور النمطية. كما أشارت الإذاعة الوطنية العامة أنه بناءً على إحصائيات البنك الدولي فإن ماكرون كان مخطئا، وأن متوسط الإنجاب لدى النساء الأفريقيات ما بين 4-5 أطفال. ومع ذلك، فإن العديد من الصحف والمجلات مثل ساينتفك أمريكان والجارديان وذي إيكونومست قد ذكرت مسبقا أن ارتفاع معدل المواليد والتضخم السكاني يعد من أكبر المشاكل التي تواجه أفريقيا حاليا.

### أزمة خطاب ماكرون مع العالم الإسلامي
في شهر أكتوبر من عام 2020 أطلق ماكرون تصريحا مسيئا لديانة الإسلام واصفا إياه بأنه يمر بأزمة في كل مكان في العالم مما أجج مشاعر المسلمين حول تلك التصريحات غير المسبوقة وأعلن دعمه للرسومات المسيئة للإسلام، وتوالت الأحداث عندما رد عليه الرئيس التركي رجب طيب أردوغان في خطاب متلفز تم على إثره استدعاء السفير الفرنسي بتركيا
وشهدت وسائل التواصل الاجتماعي دعوات عدة لمقاطعة المنتجات الفرنسية والشركات الفرنسية وفروعها بالعالم الإسلامي وبدأت عدة جمعيات كويتية في المقاطعة على أرض الواقع
وقد أدانت عدة جهات رسمية بالدول العربية تصريحات ماكرون واصفة إياها بتأجيج ثقافة الكراهية والصراع باسم الحرية بالإضافة إلى ردود من شخصيات اسلامية عالمية تجاه هذا الخطاب العنصري

### السياسة الخارجية
مقترحاته الرئاسية للدفاع هي استمرارية لسياسة جان إيف لودريان، بما في ذلك المشاركة في حلف شمال الأطلسي بقيادة الولايات المتحدة، لكنه يعتقد بوجوب الخدمة العسكرية الإلزامية لمدة شهر واحد.
يؤيد إيمانويل ماكرون فكرة أوروبا، كما أنه لا يعتبر قريباً الكرملين. عند سفره إلى الشرق الأوسط مطلع عام 2017 فقد تموضع في منتصف الطريق بين النبذ السياسي لنظام بشار الأسد والدعم المحدود للمتمردين" وهذا تقريباً موقف فرنسا منذ 2011. ولكن في أبريل 2017، اقترح ماكرون تدخل عسكري ضد نظام الأسد.
فيما يخص قضية فلسطين فقد رفض التعليق على الاعتراف بدولة فلسطين.

## الحياة الخاصة
ماكرون متزوج من بريجيت ترونيو (Brigitte Trogneux)، التي تكبره بأربعة وعشرين عاما. ولقد كانت بريجيت معلمته في مدرسة لا بروفيدنس الثانوية في مدينة أميان. التقى الاثنان لأول مرة عندما كان ماكرون طالبا في صفها في الخامسة عشرة من عمره ولكن أصبحا رسميا مرتبطين عندما كان عمره 18 عاما.
حاول والداه في البداية إبعادهما عن بعضهما البعض عن طريق إرساله إلى باريس لإنهاء السنة الأخيرة من دراسته، حيث شعروا بأن هذه العلاقة غير ملائمة، ولكن ماكرون وبريجيت بقيا معا بعد تخرجه، وتزوجا في عام 2007. والآن يعيش الزوجان مع أطفال تروجنيوكس الثلاثة من زواجها السابق.

## المؤلفات

### كتب
- ثورة (Révolution)، دار نشر XO، باريس، 270 صفحة، 2016 (ردمك 9782845639669).

### مقالات
- الضوء الأبيض للماضي: قراءة لـ «الذاكرة، التاريخ، النسيان» لبول ريكور (La lumière blanche du passé : Lecture de La Mémoire, l'histoire, l'oubli, de Paul Ricœur)، إسبري، المجلد 8/9، العدد 266/267، الصفحات 16-31، 2016.
- إعادة التأهيل الغير المتوقع للجامعة في التعليم العالي (La réhabilitation inattendue de l’université au sein de l’enseignement supérieur)، مع إيف ليشتنبيرغر ومارك أوليفييه باديس، إسبري، المجلد 12، 2007.
- التعليم العالي، البحث والابتكار. أي فاعلين؟ (?Enseignement supérieur, recherche, innovation. Quels acteurs)، مع هنري غيوم، إسبري، المجلد 12، 2007.
- متاهات السياسة. مالذي يمكننا أن ننتظره في 2012 وما بعده؟ (Les labyrinthes du politique. Que peut-on attendre pour 2012 et après ?)، إسبري، الصفحات 106-115، مارس-أبريل 2011.
- إريك سليمان (اسم مستعار استخدمه ماكرون): إصلاحين إثنين لتنظيم أفضل للنظام المالي (Deux réformes pour mieux réguler le système financier) ضمن كتاب 80 مقترحا لا يكلفون 80 مليارا (80 propositions qui ne coûtent pas 80 milliards) تحت إشراف باتريك فاي، إصدارات غراسي، 2012.
- إريك سليمان (اسم مستعار استخدمه ماكرون) مع باتريك فاي: التوقف عن القيام بتحميل تكلفة التأمين الصحي واستحقاقات الأسرة على حساب العمل (Cesser de faire supporter le coût de l'assurance maladie et des prestations familiales par le travail) ضمن كتاب 80 مقترحا لا يكلفون 80 مليارا (80 propositions qui ne coûtent pas 80 milliards) تحت إشراف باتريك فاي، إصدارات غراسي، 2012.
- إنشاء تحالف باريس للمناخ (Construire une « alliance de Paris pour le climat)، حوليات المناجم-المسؤولية والبيئة، المجلد 2، العدد 78، الصفحة 3، 2015.
- مقدمة (Avant-propos)، حوليات المناجم-المسؤولية والبيئة، المجلد 2، العدد 82، الصفحة 3، 2016.
- فرنسا يجب أن تكون في الخط الأول (La France doit être en première ligne)، الصفحات 89-91 من كتاب Inventer demain : 20 projets pour un avenir meilleur للكاتب جاك أتالي، 2016.

### مقدمات
- مقدمة كتاب رأس المال-الاستثمار: دليل قانوني وضريبي (Le Capital-Investissement: guide juridique et fiscal)، للكاتبين فرانسوا دوني بواترينال وغيوم غرونديلير، الجمعية الفرنسية للمستثمرين من أجل النمو، باريس، 2015 (ردمك 978-2-86325-714-2).
- مقدمة كتاب الدولة في وضع الشركة الناشئة (L'État en mode start-up)، للكاتبين يان ألغان وتوماس كازناف، دار نشر إيرول، باريس، 2016 (ردمك 978-2-21256-466-2).
- مقدمة كتاب تصميم اليوم 2016: 156 إبداعا ساهموا في تقدم التصميم: مراقب التصميم (Design d'aujourd'hui 2016 : 156 créations qui font avancer le design : l'observeur du design)، وكالة النهوض بالإنشاء الصناعي، دار نشر دونود، باريس، 2016 (ردمك 978-2-10-073889-2).

## وصلات خارجية
- إيمانويل ماكرون على موقع IMDb (الإنجليزية)
- إيمانويل ماكرون على موقع ميتاكريتيك (الإنجليزية)
- إيمانويل ماكرون على موقع الموسوعة البريطانية (الإنجليزية)
- إيمانويل ماكرون على موقع مونزينجر (الألمانية)
- إيمانويل ماكرون على موقع ألو سيني (الفرنسية)
- إيمانويل ماكرون على موقع قاعدة بيانات الفيلم (الإنجليزية)
- إيمانويل ماكرون على موقع ليتربوكسد (الإنجليزية)